# Neuroctenus unistellatus
Neuroctenus unistellatus är en insektsart som beskrevs av Vásárhelyi 1994. Neuroctenus unistellatus ingår i släktet Neuroctenus och familjen barkskinnbaggar. Inga underarter finns listade i Catalogue of Life.